# William West (zapaśnik)
William (Walter) John West (ur. 29 grudnia 1880, zm. 9 października 1951) – brytyjski zapaśnik walczący w obu stylach. Olimpijczyk z Londynu 1908, gdzie zajął dziewiąte miejsce w stylu klasycznym i wolnym. Walczył w wadze półciężkiej i ciężkiej.
Mistrz kraju w 1913 roku.

## Letnie Igrzyska Olimpijskie 1908

### Waga półciężka, styl klasyczny
| Konkurencja           | Rundy eliminacyjne       | Rundy eliminacyjne     | Klas. końcowa |
| Konkurencja           | 1/16                     | 1/8                    | Miejsce       |
| --------------------- | ------------------------ | ---------------------- | ------------- |
| 93 kg styl klasyczny. | Miroslav Šustera (CZE) Z | Verner Weckman (FIN) P | 9.            |

### Waga ciężka, styl wolny
| Konkurencja        | Rundy eliminacyjne      | Klas. końcowa |
| Konkurencja        | 1/16                    | Miejsce       |
| ------------------ | ----------------------- | ------------- |
| +73 kg styl wolny. | Jacob Gundersen (NOR) P | 9.            |